# Iglesia de Santa María del Azogue (Puebla de Sanabria)
La iglesia de Santa María del Azogue es una iglesia románica, con reformas de estilo gótico, ubicada en la localidad zamorana de Puebla de Sanabria, Castilla y León (España).
Situada en al parte más alta de la villa, junto al castillo, conserva de su fábrica románica los muros de la nave y dos portadas que se sitúan en ellos, todo ello fruto de la segunda mitad del siglo XII.
La puerta meridional, se encuentra situada bajo un porche situado entre la torre y el brazo sur del crucero. Consta de tres arquivoltas de medio punto abocinadas sobre jambas. La exterior decorada con flores tetrapétalas, la del medio es un baquetón rodeado de tallos que se entrecruzan formando rombos y la interior está formada por una nacela entre dos boceles.
La otra puerta, la occidental, está formada por cuatro arquivoltas apuntadas. Mención aparte merecen las columnas y estatuas a ellas adosadas, realizadas en piedra pizarrosa, mientras que el resto es de granito. Sobre su clave se ve empotrada una cabeza de caballero barbado.
Bajo el atrio se encuentra una pila bautismal románica de granito con forma troncocónica y decorada con un ángel entre dos cruces flordeliseladas, un hombre de frente con un libro en sus manos y otro de perfil, encapuchado.
Guarda similitud con otras iglesias vecinas en Galicia (San Pedro de la Mezquita, santa María de Aciveiro, santa María de Cambre...) y norte de Portugal.
El 17 de febrero de 2022 fue declarada bien de interés cultural, con la categoría de monumento, mediante un acuerdo publicado en el Boletín Oficial de Castilla y León el día 21 de ese mismo mes.

## Catalogación
- Bien: iglesia de Santa María del Azogue
- Comunidad autónoma: Castilla y León
- Provincia: Zamora
- Municipio: Puebla de Sanabria
- Categoría: monumento
- Fecha de incoación: 08-07-1983
- Fecha del boletín de incoación: 13-09-1983
- Fecha de declaración: 17-02-2022
- Fecha del boletín de declaración: 21-02-2022

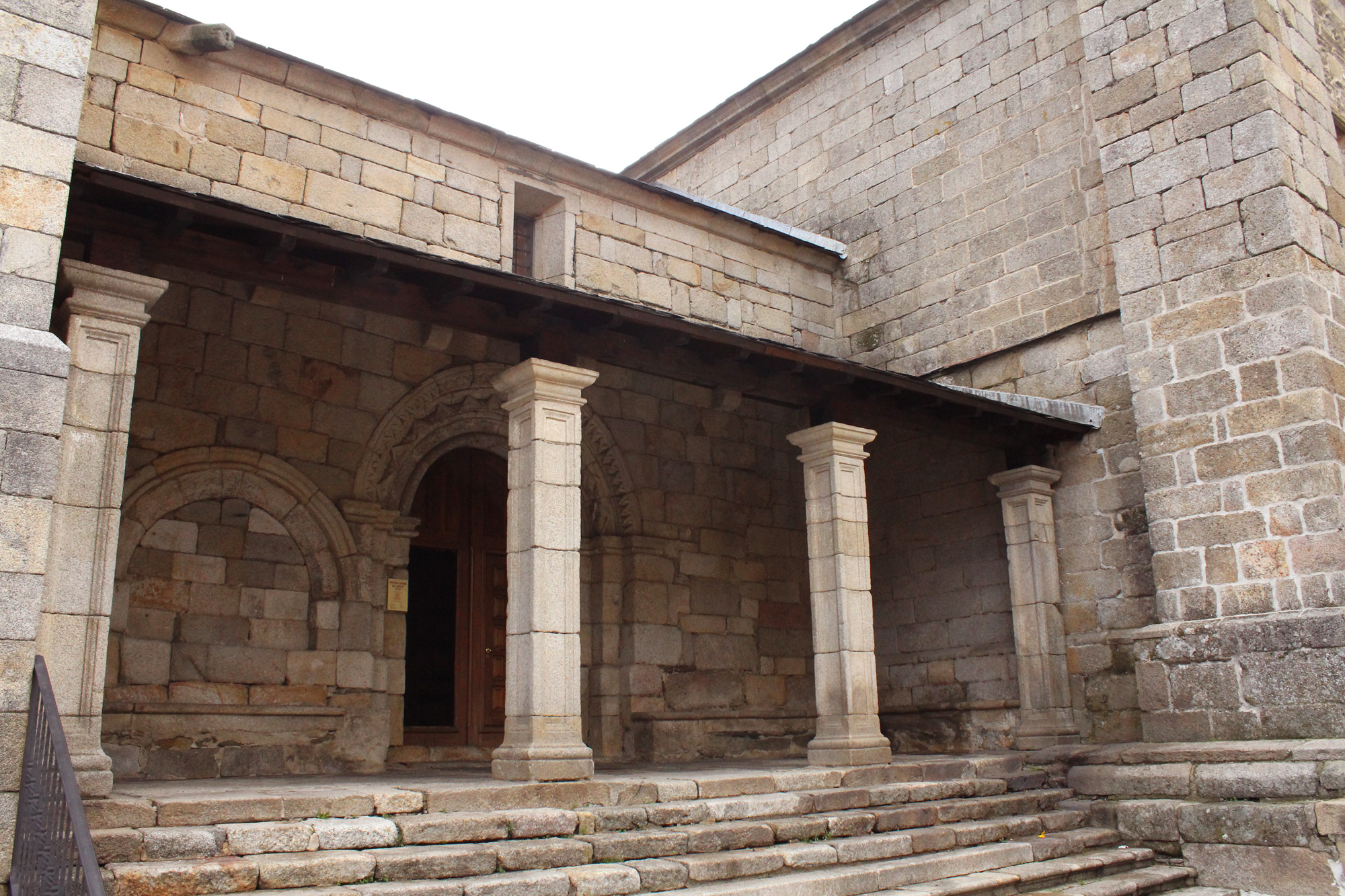
Vista de la iglesia